# Acanthosaura bintangensis
Espèce
Acanthosaura bintangensis est une espèce de sauriens de la famille des Agamidae.

## Répartition
Cette espèce est endémique du Perak en Malaisie. Elle se rencontre sur le Bukit Larut dans les monts Bintang.

## Étymologie
Son nom d'espèce, composé de bintang et du suffixe latin -ensis, « qui vit dans, qui habite », lui a été donné en référence au lieu de sa découverte, les monts Bintang.

## Publication originale
- Wood, Grismer, Grismer, Ahmad, Onn & Bauer, 2009 : Two new montane species of Acanthosaura Gray, 1831 (Squamata: Agamidae) from Peninsular Malaysia. Zootaxa, no 2012, p. 28-46.